# Melotte 20
Melotte 20 (také Collinder 39, angl. Alpha Persei Cluster) je jasná a rozsáhlá otevřená hvězdokupa v souhvězdí Persea.
Ačkoli je velmi jasná, nebyla až do začátku 20. století kvůli své velké rozloze považována za astronomický objekt, ale spíše za asterismus. Ve 20. století bylo zjištěno, že jde o skupinu bílomodrých hvězd, které jsou součástí Gouldova pásu, jehož členové mají společný původ a spolu se pohybují prostorem.
Odhadovaná vzdálenost hvězdokupy od Země je přibližně 172 parseků
(560 světelných let) a její stáří je přibližně 52 milionů let. Hvězdokupa byla součástí tvorby hmotných hvězd, které silně působily na okolní mezihvězdnou hmotu a tím se podílely na základní stavbě blízkého galaktického okolí sluneční soustavy.

## Pozorování

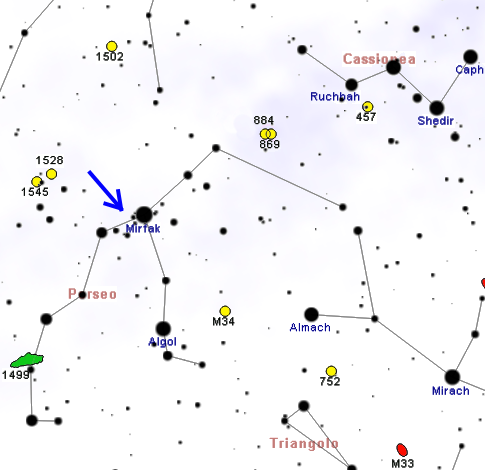
Poloha Melotte 20 v souhvězdí Persea

Melotte 20 je velmi jasný objekt a patří mezi hvězdokupy nejbližší k Zemi. Nachází se v severní části souhvězdí Persea a vévodí ji hvězda Mirfak (α Persei), bíložlutý obr s magnitudou 1,8, podle které se hvězdokupa někdy nazývá. Hlavní členové hvězdokupy jsou rozlišitelní pouhým okem, protože jsou čtvrté a páté magnitudy, a tvoří bohaté zhuštění hvězd kolem hvězdy Mirfak. I malý triedr typu 7x30 dokáže hvězdokupu rozložit na desítky hvězd do 8. magnitudy, zatímco triedr 10x50 ukáže přes stovku hvězd. Hvězdokupa má tvar protažený od severozápadu na jihovýchod a je ohraničena hvězdami δ Per a ι Per. Pozorování hvězdokupy při větším zvětšení není vhodné, protože se kvůli její velké rozloze nevejde celá do zorného pole. Nejlepším nástrojem k jejímu pozorování je tedy triedr, nebo nanejvýš malý dalekohled.
Na severní polokouli je od konce srpna do konce března dobře pozorovatelná a zvláště na konci podzimu a během zimních nocí vystupuje vysoko na oblohu. Díky své velké severní deklinaci je na velké části severní polokoule cirkumpolární, a to severně od 40° severní šířky. Naopak na jižní polokouli je její pozorování značně obtížné a je zde viditelná pouze ze středně nízkých oblastí mírného podnebného pásu a pouze málo měsíců v roce.

## Historie pozorování
Díky velké jasnosti hvězdokupy se předpokládá, že hvězdokupa byla pozorována již od počátku lidstva. Přesto první vědecký popis hvězdokupy pochází až z poloviny 17. století, kdy ji do katalogu zapsal Giovanni Battista Hodierna, který ji popsal jako mlhavý objekt kolem hvězdy α Persei.
Slavný astronom Charles Messier se rozhodl, že tento objekt do svého známého katalogu nepřidá a stejně naložil i s dalšími zvlášť rozsáhlými objekty, jako jsou Hyády nebo Melotte 111. V roce 1910 hvězdokupu pozoroval Arthur Eddington, který ji popsal jako jasnou a velmi rozptýlenou skupinu hvězd. Po několika letech pak byla poprvé přidána do astronomického katalogu zcela věnovanému otevřeným hvězdokupám: Philibert Jacques Melotte ji zapsal pod číslem 20 do svého známého katalogu otevřených hvězdokup, který vydal v roce 1915.

## Vlastnosti
Z analýzy dat získaných satelitem Hipparcos vyplývá, že je Melotte 20 tvořena přinejmenším 30 hvězdami spektrální třídy B, 33 hvězdami třídy A, 12 hvězdami třídy F, dvěma hvězdami třídy G a dvěma hvězdami třídy K. Díky poměrně mladému věku jejích hvězd a hojnosti hvězd rané spektrální třídy je hvězda považována za právoplatnou OB asociaci a je známá také pod označením Perseus OB3.
Velká obtížnost, se kterou se určuje počet členů této hvězdokupy, je dána její blízkostí a velkým počtem hvězdných proudů a hvězdných asociací rozptýlených v nedávné době ve směru souhvězdí Persea a Býka a také směřováním jejího pohybu podobným směrem, jakým se ubírají hvězdy dalších místních asociací. Podle výzkumu provedeného v roce 2006 obsahuje katalog Tycho-2 139 hvězd patřících do Melotte 20, přitom se všechny nachází v oblasti o průměru 26,6 parseků, což v odhadované vzdálenosti 172 parseků odpovídá úhlovému rozměru necelých 4 stupňů.
Mezi těmito hvězdami je přibližně třicet dvojhvězd, jak zjistil hloubkový rozbor provedený v roce 1992.
Astrometrická pozorování nalezla ještě dalších 5 dvojhvězd. Celkem tedy hvězdokupa obsahuje pouze asi 20 % dvojhvězd, což je malý podíl s ohledem na její počet hvězd spektrální třídy G a rozhodně menší v porovnání s jejími nejbližšími otevřenými hvězdokupami, což jsou Hyády a Plejády. To stejné platí i pro její široké vizuální dvojhvězdy.

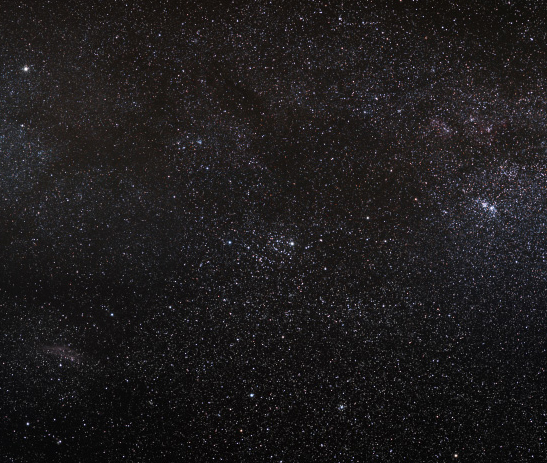
Mléčná dráha ve směru souhvězdí Persea, uprostřed je Melotte 20.

Rentgenové pozorování ukázalo další rozdíly vzhledem k okolním hvězdokupám, které se týká rozložení hvězd se silným zářením o této vlnové délce. Hvězdy vydávající silné rentgenové záření, obecně hvězdy s nižší střední hmotností, které mají vyšší rychlost otáčení, se zdají být pouze řídce zastoupeny ve středu hvězdokupy, většina se jich naopak nachází v halu ve vzdálenosti větší než 10 parseků od středu hvězdokupy, pravděpodobně již mimo dosah její slapové síly. Toto rozdělení můžeme vysvětlit tím, že hvězdokupa pomocí hmotového rozdělení soustřeďuje nejhmotnější hvězdy, tedy ty se slabým rentgenovým zářením, ve svém středu. S tím ovšem nesouhlasí okrajová poloha hmotné hvězdy α Persei.
Všechny otevřené hvězdokupy se postupem času rozpadají vzájemným působením s mezihvězdným prostředím a také slapovými silami přítomnými v galaktickém disku. Během několika milionů let od vzniku otevřené hvězdokupy jsou takto některé hvězdy postupně vymrštěny do okolí, splynou s okolním polem hvězd, nebo se ve výjimečném případě stanou uprchlými hvězdami. Výzkum těchto vypuzených hvězd je zvláště důležitý, protože mohou být určeny velmi jednoduše a přesně. Přesto byl z 9 300 zkoumaných hvězd nalezen pouze jediný případ takového vymrštění - jde o červeného trpaslíka GJ 82, který hvězdokupu opustil před přibližně 47 miliony let. Je to hvězda, která vysílá silné záření Hα, pravděpodobně kvůli svému malému stáří a velké rychlosti otáčení.
Na základu určení hojnosti výskytu lithia bylo odhadnuto stáří hvězd ve hvězdokupě na alespoň 60 až 65 milionů let,
spíše však 75 milionů či více, pokud se uvažují i některé málo hmotné hvězdy, jejichž opravdová příslušnost ke hvězdokupě zatím nebyla v roce 1999 potvrzena.
Měření získané pomocí fotometrie však poskytlo hodnotu kolem 50 milionů let
a zdá se, že další výzkumy tuto hodnotu potvrzují.

## Původ

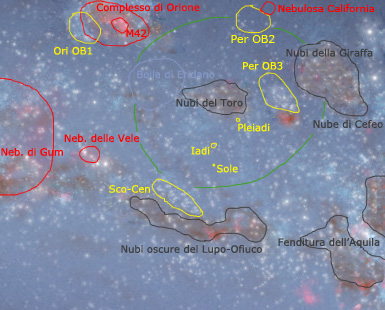
Schematická mapa okolí Slunce se zvýrazněnou hvězdokupou Melotte 20 (Per OB3).

Dějiny hvězdokupy Melotte 20 hrály důležitou roli ve vývoji galaktického okolí sluneční soustavy během uplynulých 50 milionů let. Podle pohybových modelů, které byly vypracovány kolem roku 2000, před 50 miliony let vyvrcholilo dlouhé období vzniku hvězd a vytvořily se tak některé velké OB asociace, mezi kterými vystupovala rozsáhlá asociace Kasiopeja-Býk, nyní již zcela rozptýlená. Mezi těmito asociacemi se nacházela Melotte 20 a asociace Cepheus OB6. Současným působením hvězdného větru nejhmotnějších hvězd této asociace a jejich následnými výbuchy jako supernovy vznikla mohutná rázová vlna, která odehnala všechny zbytky plynů patřící původnímu obrovskému molekulárnímu mračnu, ze kterého tyto hvězdy vznikly. Tyto zbytky se shromáždily na okraji vytvořené velké bubliny, jejíž poloměr je mezi 200 a 500 parseky a vytvořily tak velký prstenec plynů, který se nazývá Lindbladův prstenec.
Shromážděný plyn se následně začal na více místech shlukovat, a tím vznikl prstenec jasných mladých hvězd známý jako Gouldův pás, který tvoří různé OB asociace, mezi kterými vystupuje Asociace Štír-Kentaur, Orion OB2 a Cepheus OB2.
Podle dat získaných satelitem Hipparcos by halo hvězdokupy Melotte 20 vlastně mohlo být středovou oblastí původní asociace Kasiopeja-Býk. To je potvrzeno i díky rozboru vlastního pohybu hvězd patřících kdysi těmto dvěma asociacím, které tedy mohly mít společný původ a stáří. Asociace Kasiopeja-Býk se ovšem, na rozdíl od hvězdokupy Melotte 20, rozpadla a vytvořila velký proud hvězd. Podle těchto dat také není žádná souvislost mezi asociací Kasiopeja-Býk a temnou mlhovinou v Býku, což je sousední obří molekulární mračno, ve kterém probíhá vznik hvězd s malou hmotností.